# Matías Agüero
Matías Agüero ([aˈɣweɾo]; Buenos Aires, 13 febbraio 1981) è un ex rugbista a 15 e allenatore di rugby a 15 argentino naturalizzato italiano, internazionale per l’Italia dal 2005 al 2015.

## Biografia
Agüero è nato nel barrio bonaerense di San Nicolás, nella cui squadra si formò prima di trasferirsi a vent'anni in Italia nelle file del Bologna.
L'anno successivo fu a Rovigo, ancora per una stagione, e nel 2003 fu ingaggiato dal Viadana con cui rimase quattro stagioni; fu in tale periodo che giunse anche l'esordio in nazionale italiana, nel corso del tour del 2005 nel Pacifico contro Figi.
Nel 2007 lasciò l'Italia per trasferirsi nel club inglese dei Saracens, e fu incluso dal C.T. della nazionale italiana Pierre Berbizier tra i convocati alla Coppa del Mondo in Francia, in cui giocò tuttavia solo 30 minuti contro il Portogallo prima di infortunarsi ed essere costretto a saltare il resto della competizione.
Nel 2010 prese parte al progetto delle nuove franchise italiane in Celtic League firmando un contratto per la neoistituita formazione degli Aironi.
Una serie di infortuni tenne lontano dalla Coppa del Mondo di rugby 2011 Agüero che, nella stagione successiva, dopo il ritiro della licenza federale agli Aironi e il subentro al loro posto delle Zebre, fu ingaggiato da tale nuova franchise.
Dopo 3 anni alle Zebre e la fine del contratto, si presentò senza una squadra alle convocazioni per la Coppa del Mondo di rugby 2015 in Inghilterra e dopo la competizione fu ingaggiato a 34 anni dal Leicester, di nuovo in Inghilterra, fino a fine stagione.
A giugno 2016 si trasferì in seconda divisione francese ad Aix-en-Provence, nella cui squadra chiuse la carriera due anni più tardi, a luglio 2018, per assumere dalla stagione successiva l'incarico di allenatore della mischia della squadra Under-18 dello stesso club.